# یواس‌اس راک‌دال (ای‌کی-۲۰۸)
یواس‌اس راک‌دال (ای‌کی-۲۰۸) (به انگلیسی: USS Rockdale (AK-208)) یک کشتی بود که طول آن 388' 8" بود. این کشتی در سال ۱۹۴۴ ساخته شد.